# جاريك ايسراليان
جاريك إسراليان (بالأرمنية:  Գարիկ Իսրայելյան)‏، مواليد 1963، هو عالم فيزياء فلكية أرمني إسباني. وهو مؤسس مهرجان ستارموس. قاد الفريق الذي وجد أول دليل رصدي على أن انفجارات المستعر العظيم مسؤولة عن تكوين ثقوب سوداء ذات كتل نجمية.